# Amy Adams
Pour les articles homonymes, voir Adams.
Amy Adams [ˈeɪmi ˈædəmz], parfois créditée sous son nom complet Amy Lou Adams au début de sa carrière, née le 20 août 1974 à Vicence, en Vénétie (Italie), est une actrice, productrice, chanteuse et danseuse américaine.
Apparaissant dans des films comiques ou dramatiques, Adams a acquis la réputation d'interpréter des personnages joyeux au tempérament optimiste, mais a depuis joué une grande variété de rôles.
Elle commence sa carrière dans des spectacles dans des cafés-théâtres et fait ses débuts au cinéma en 1999 avec la comédie Belles à mourir. Après avoir déménagé à Los Angeles, elle enchaîne une série d'apparitions et des rôles d'invités à la télévision et dans des films de série B. En 2002, Adams tient le rôle de Brenda Strong dans Arrête-moi si tu peux, biopic consacré à Frank Abagnale réalisé par Steven Spielberg. Sa carrière d'actrice fait une percée avec le rôle d'Ashley Johnsten dans le film indépendant Junebug, en 2005, pour lequel elle obtient des critiques élogieuses et une première nomination à l'Oscar de la meilleure actrice dans un second rôle.
En 2007, elle tient le rôle de Giselle dans la comédie musicale Il était une fois, des studios Disney, qui remporte à la fois un succès critique et commercial lui permettant d'obtenir une nomination pour le Golden Globes. Quinze ans plus tard, le film aura droit à un second opus. Elle reçoit une seconde nomination pour les Oscars et les Golden Globes, ainsi qu'une première au BAFTA pour le rôle de Sœur James, dans Doute, en 2008.
Adams a reçu deux autres nominations aux Golden Globes, au BAFTA et aux Oscars pour le drame sportif Fighter en 2010 et le drame psychologique The Master en 2012. Elle remporte de nouveaux succès en 2013 avec le rôle de Lois Lane dans Man of Steel, nouvelle adaptation cinématographique de Superman, suivi d'un second rôle dans la comédie dramatique Her de Spike Jonze et celui d'un escroc dans le film policier American Bluff, pour lequel elle remporte le Golden Globe de la meilleure actrice dans un film musical ou une comédie, une quatrième nomination au BAFTA et une cinquième nomination aux Oscars, la première dans la catégorie meilleure actrice. En 2014, elle incarne Margaret Keane dans Big Eyes de Tim Burton, qui lui vaut d'obtenir son second Golden Globe de la meilleure actrice dans un film musical ou une comédie.
En 2016, son interprétation d'une spécialiste en linguistique dans le film de science-fiction Premier Contact lui permet d'obtenir une nomination au Golden Globe de la meilleure actrice dans un film dramatique.

## Biographie

### Enfance
Amy Lou Adams, fille de Richard et Kathryn Adams, est née le 20 août 1974 alors que son père est affecté au complexe militaire de l'armée américaine Caserma Ederle (en) à Vicence, en Italie,. Elle vit au milieu d'une famille de sept enfants, composée de quatre frères et deux sœurs.
Après avoir déménagé d'une base militaire à une autre, la famille d'Adams s'est installée à Castle Rock, dans le Colorado, alors qu'elle avait huit ans. Après avoir quitté l'armée, son père a chanté professionnellement dans les night clubs et les restaurants,. Adams a décrit le fait de se rendre aux spectacles de son père et de boire des cocktails Shirley Temple au bar comme l'un de ses plus beaux moments. La famille était pauvre, ils campaient et faisaient de la randonnée ensemble et exécutaient des sketches amateurs généralement écrits par son père et parfois par sa mère,,. Adams était enthousiasmée de jouer toujours le rôle principal.

### Gymnaste et ballerine
Amy Adams a été élevée dans la religion mormone jusqu'à ce que ses parents divorcent en 1985 et quittent l'Église,. Elle n'avait pas de croyances religieuses fortes, mais a déclaré qu'elle valorisait son éducation pour lui avoir enseigné l'amour et la compassion. Après le divorce, son père a déménagé en Arizona et s'est remarié, tandis que les enfants sont restés avec leur mère,. Sa mère est devenue une culturiste semi-professionnelle qui a emmené les enfants avec elle au gymnase lorsqu'elle s'entrainait ,. Adams a comparé ses premières années sans tabou avec ses frères et sœurs à Sa majesté des mouches. Se décrivant elle-même comme une « gamine rebelle et coriace », elle a affirmé s'être battue fréquemment avec d'autres jeunes enfants.
Adams a fréquenté le Douglas County High School. Elle n'était pas encline aux études, mais s'intéressait aux arts créatifs et chantait dans la chorale de l'école. Elle a concouru en chant et en gymnastique, avait l'ambition de devenir ballerine et avait suivi une formation d'apprenti à la compagnie locale David Taylor Dance,. Elle n'a pas aimé le lycée. Après avoir obtenu son diplôme, elle et sa mère ont déménagé à Atlanta, en Géorgie. Elle n'est pas allée à l'université, ce qui a déçu ses parents et elle a regretté par la suite de ne pas poursuivre d'études supérieures,. À dix-huit ans, Adams s'est rendu compte qu'elle n'était pas assez douée pour devenir une ballerine professionnelle et a trouvé le théâtre musical plus à son goût. L'un de ses premiers rôles sur scène était dans une production de théâtre communautaire de la comédie musicale Annie, ce qu'elle a fait bénévolement. Pour subvenir à ses besoins, elle a travaillé en tant que réceptionniste dans un magasin Gap. Elle a également travaillé comme serveuse chez Hooters, où elle devait porter des vêtements serrés et traiter avec des clients indisciplinés,. Elle a quitté son travail peu de temps après avoir économisé assez d'argent pour acheter une voiture d'occasion.

## Carrière

### 1994 à 2004: spectacles et premières apparitions à l'écran
Adams a commencé sa carrière professionnelle en tant que danseuse dans la production de A Chorus Line à Boulder, dans le Colorado, en 1994,,. Ce travail l'obligeait à servir les clients avant de monter sur scène pour jouer. Elle aimait chanter et danser, mais n'aimait pas être serveuse et a eu des ennuis lorsqu'une autre danseuse, qu'elle considérait comme une amie, a fait de fausses accusations au directeur. Adams a déclaré: « Je n'ai jamais vraiment su quels étaient les mensonges. Je savais seulement que je n'arrêtais pas de me faire appeler et que j'étais sermonnée sur mon manque de professionnalisme ». Elle a perdu son emploi mais a continué à se produire dans un théâtre-restaurant au Heritage Square Music Hall et au Country Dinner Playhouse de Denver. Lors d’une représentation de Anything Goes au Country Dinner Playhouse en 1995, elle a été remarquée par Michael Brindisi, président et directeur artistique du Chanhassen Dinner Theatre, situé à Minneapolis, qui lui a proposé un emploi,. Adams a déménagé à Chanhassen, dans le Minnesota, où elle a joué dans le théâtre durant les trois années suivantes. Elle aimait la « sécurité et le planning » de son travail et a déclaré qu'elle avait énormément appris de ce travail,. Néanmoins, le travail épuisant lui a fait du tort : « J'ai eu beaucoup de blessures récurrentes - une bursite aux genoux, des muscles tirés à l'aine, mon adducteur et mon abducteur. Mon corps était épuisé ».

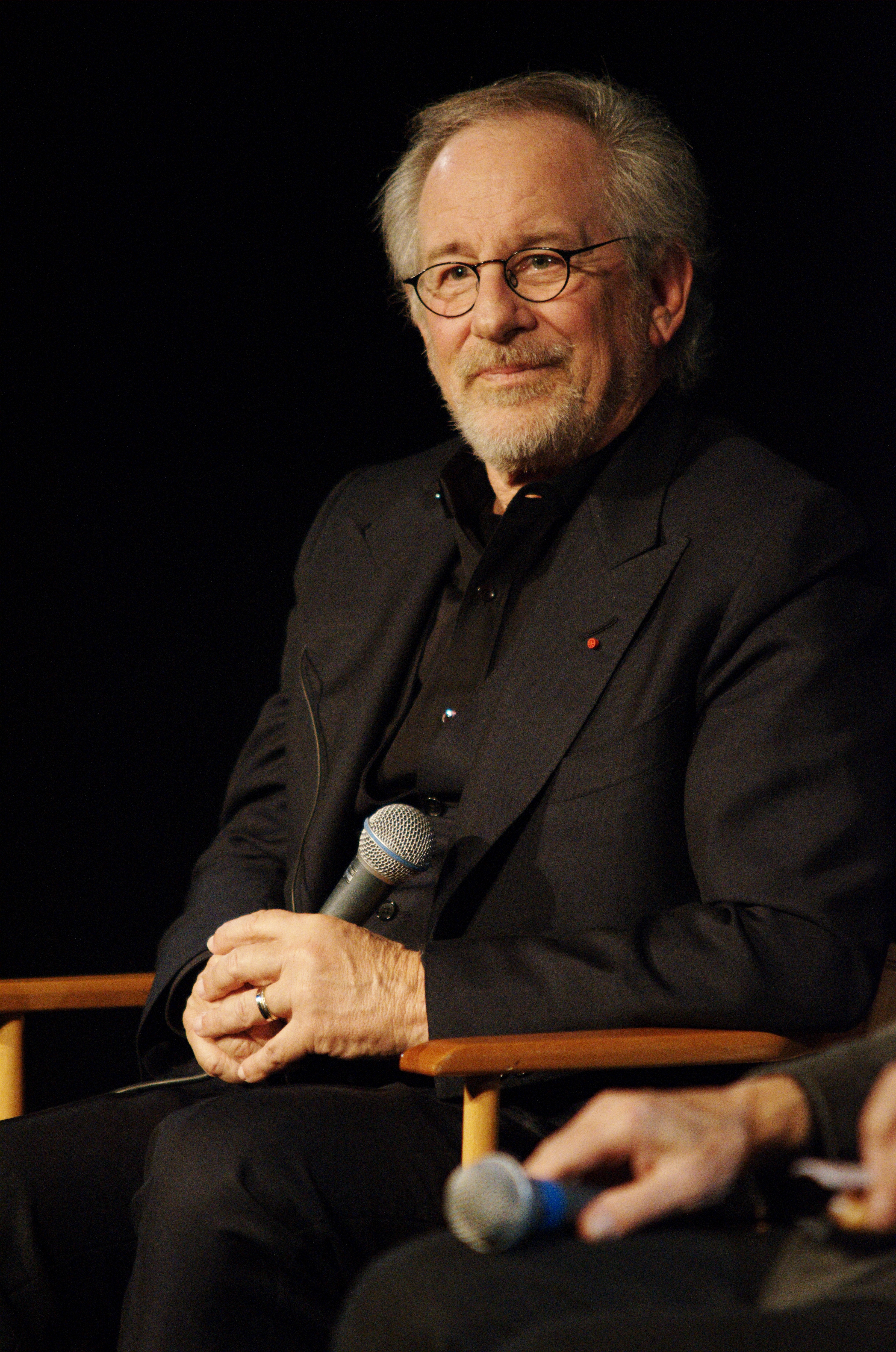
Steven Spielberg, qui a confié à Adams son premier rôle majeur dans Arrête-moi si tu peux (2002), a été surpris que sa carrière n'ait pas éclaté après la sortie du film.

Au cours de son séjour à Chanhassen, Adams a joué dans son premier film — un court-métrage satirique en noir et blanc nommé The Chromium Hook. Peu de temps après, alors qu’elle était en congé, elle a assisté aux auditions tenues localement pour le film hollywoodien Belles à mourir (1999), une satire de reconstitutions des concours de beauté mettant en vedette Kirsten Dunst, Ellen Barkin et Kirstie Alley. Adams obtient le rôle secondaire d'une pom-pom girl légère,. Elle a estimé que la personnalité de son personnage était très éloignée de la sienne et s'inquiétait de la façon dont les gens la percevraient. La production a été filmée localement, ce qui a permis à Adams de tourner pour son rôle tout en interprétant Brigadoon sur scène. L'encouragement d'Alley a incité Adams à poursuivre activement une carrière dans le cinéma et elle a déménagé à Los Angeles en janvier 1999,. Elle a décrit son expérience initiale dans la ville comme étant « sombre » et « morne », se languissant pour sa vie à Chanhassen.
À Los Angeles, Adams a auditionné pour tous les rôles qui venaient à sa rencontre, mais on lui a surtout donné le rôle de « la garce »,,. Son premier rôle est survenu une semaine après son déménagement dans la série télévisée Manchester Prep de la Fox, spin-off du film Sexe Intentions, dans le rôle principal de Kathryn Merteuil (joué par Sarah Michelle Gellar dans le film). Après de nombreuses révisions de scénario et deux arrêts de production, la série est annulée. Adams a dit plus tard qu'une scène controversée dans laquelle son personnage encourageait une fille à se masturber sur un cheval était la principale raison de son annulation. Les trois épisodes filmés ont été réédités et publiés plus tard en 2000 en tant que film sorti directement en vidéo intitulé Sexe Intentions 2. Malgré un accueil critique négatif, Nathan Rabin de AV Club écrit qu'Adams jouait son rôle d'« alpha-salope avec une joie vicieuse qui fait largement défaut à la vision stérile de Sarah Michelle Gellar sur le personnage »,.
Adams incarne ensuite le rôle secondaire de l'adolescente ennemie d'une star de cinéma (interprétée par Kimberly Davies) dans Psycho Beach Party (2000), une parodie d'horreur entre film de plage et slasher. Elle a joué le rôle en hommage à l'actrice Ann-Margret. De 2000 à 2002, Adams a été invitée à jouer dans plusieurs séries télévisées, notamment dans That 70's Show, Charmed, Buffy contre les vampires, Smallville et À la Maison-Blanche,.
Après de brefs rôles dans trois petits films de 2002, The Slaughter Rule, Pumpkin et Au service de Sara, Adams a trouvé son premier rôle de premier plan dans la comédie dramatique Arrête-moi si tu peux de Steven Spielberg,. Elle a été choisie pour incarner Brenda Strong, une infirmière qui tombe amoureuse de Frank Abagnale, Jr. (joué par Leonardo DiCaprio). Le film a augmenté sa confiance. Malgré le succès et les éloges du film pour sa « chaleureuse présence » selon Todd McCarthy dans sa critique pour Variety, celui-ci n’a pas pu lancer sa carrière. Elle est restée au chômage pendant un an après sa sortie, ce qui l’a presque fait abandonner sa carrière,. Au lieu de cela, Adams s'est inscrite à des cours de théâtre, réalisant qu'elle avait « beaucoup à apprendre et beaucoup de croissance personnelle pour pouvoir travailler »,. Ses perspectives de carrière se sont apparemment améliorées un an plus tard, lorsqu'elle a reçu une offre lucrative de vedette régulière dans la série télévisée de CBS, Dr. Vegas, mais elle a été écartée après quelques épisodes. Au cinéma, elle a eu seulement un rôle mineur en tant que fiancée du personnage de Fred Savage dans The Last Run (2004).

### 2005 à 2007: percée avecJunebugetIl était une fois
Désillusionnée par son licenciement de Dr. Vegas, Adams, âgée de 30 ans, envisage de chercher une autre carrière après avoir terminé le travail sur le seul projet pour lequel elle a été signée. C'est la comédie dramatique indépendante Junebug, dont le budget de production était inférieur à 1 million de dollars,. Réalisé par Phil Morrison, le film a présenté Adams dans le rôle d'Ashley Johnsten, une femme enceinte guillerette et bavarde. Morrison était impressionné par la capacité d'Adams à ne pas remettre en question les motivations intrinsèques de son personnage. Elle a trouvé une connexion avec la foi de Johnsten en Dieu et a passé du temps avec Morrison à Winston-Salem, en Caroline du Nord (où le film est tourné), à l'église. Elle a décrit le film comme « l'été où je suis devenu moi-même » et, après s'être teinte les cheveux en roux pour le rôle, elle a décidé de ne pas revenir à sa couleur blonde naturelle. Junebug a été présenté au Festival de Sundance en 2005, où Adams a remporté un prix spécial du jury. Tim Robey du Daily Telegraph a qualifié le film de « petit miracle silencieux » et a écrit qu'Adams avait donné « l'une des performances les plus délicates et drôles que j'ai eu le plaisir de passer en revue ». Ann Hornaday du Washington Post a estimé que son « portrait radieux » reflétait le « cœur profondément humaniste » du film. Adams a reçu sa première nomination à l'Oscar de la meilleure actrice dans un second rôle et a remporté un Independent Spirit Award,.

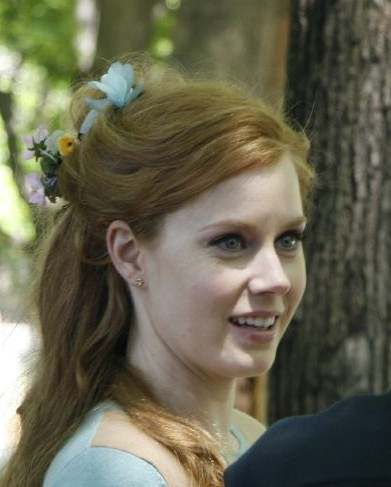
Amy Adams sur le tournage du film Il était une fois le 22 mai 2006.

Plus tard en 2005, Adams a joué dans deux films mal reçus par la critique : la comédie romantique L'Escorte, mettant en vedette Debra Messing et Dermot Mulroney, et le film sur le passage à l'âge adulte, Standing Still,. Aussi cette année-là, elle a rejoint la distribution de la série télévisée The Office, pour un rôle récurrent sur trois épisodes. Dans Ricky Bobby : roi du circuit, une comédie sportive d'Adam McKay, Adams a interprété l’intérêt romantique du personnage de Will Ferrell, que le critique Peter Travers a qualifié de « tout à fait comique » depuis son rôle dans Junebug. Elle a également joué un rôle mineur dans la comédie sur le milieu de travail Son ex et moi avec Zach Braff et Amanda Peet.
Après avoir doublé un personnage dans Underdog : Chien volant non identifié (2007), comédie d’animation de Walt Disney Pictures, Adams tient le rôle de Giselle dans la comédie musicale romantique Il était une fois,. Elle était parmi 250 actrices à avoir auditionné pour ce personnage ; le studio aurait préféré une grande star, mais le réalisateur Kevin Lima a insisté pour engager Adams pour son engagement dans le rôle et sa capacité à ne pas porter de jugement sur la personnalité de son personnage. Patrick Dempsey et James Marsden tiennent les rôles de ses intérêts romantiques. Une robe de bal qu'elle devait porter pour le film pesait vingt kilos et Adams tomba plusieurs fois sous son poids. Elle a également chanté trois chansons pour la bande originale du film, True Love's Kiss, Happy Working Song et That's How You Know. Le critique Roger Ebert a félicité Adams pour sa « fraîcheur et son charme » dans un rôle qui « dépend absolument de son amabilité sans effort », et Wesley Morris du Boston Globe a écrit qu'elle « démontrait l'ingéniosité d'une véritable interprète pour son timbre comique et son éloquence physique »,. Todd McCarthy a considéré le rôle comme étant la percée d'Adams et a comparé son ascension à la célébrité à celle de Julie Andrews dont cette dernière est d'ailleurs la narratrice du film. Il était une fois rencontre un succès commercial, rapportant plus de 340 millions de dollars dans le monde entier. Adams a reçu une nomination au Golden Globe de la meilleure actrice dans un film musical ou une comédie.
Après le succès d'Il était une fois, Adams tient le rôle de Bonnie Bach, assistante du membre du Congrès Charlie Wilson, dans le drame politique de Mike Nichols, La Guerre selon Charlie Wilson (2007), mettant en vedette Tom Hanks, Julia Roberts et Philip Seymour Hoffman. Kirk Honeycutt, du Hollywood Reporter, a félicité Adams pour sa « douceur », mais Peter Bradshaw a été déçu de voir son talent gaspillé dans un rôle qu'il considérait comme d'une importance minime,.

### 2008 à 2012: des rôles d'ingénue à l’expansion aux rôles dramatiques

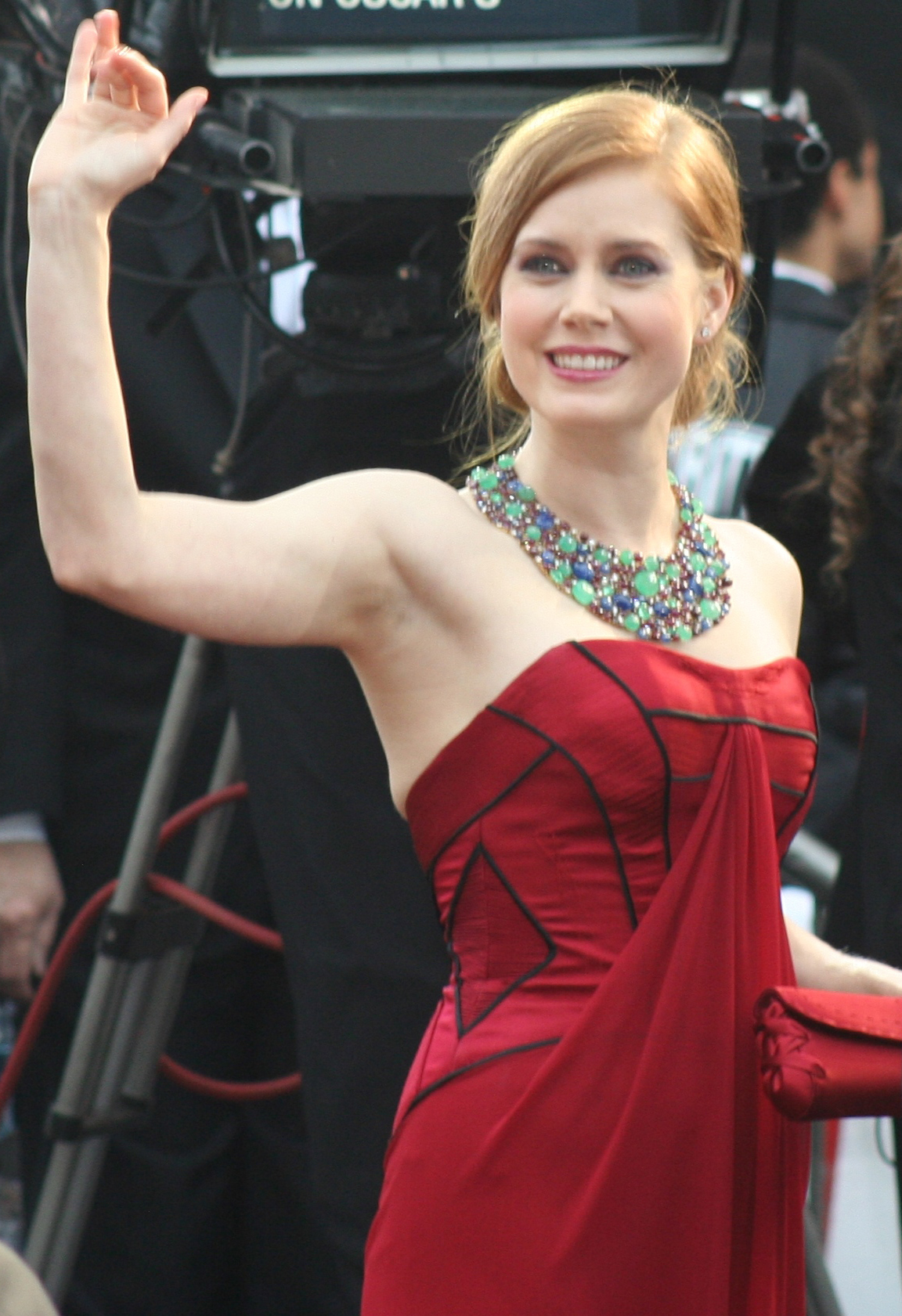
Amy Adams, lors de la des Oscars, le 22 février 2009.

Lors du Festival du film de Sundance 2008 a vu la sortie de Sunshine Cleaning, une comédie dramatique sur deux sœurs (interprétées par Adams et Emily Blunt) qui lancent une entreprise de nettoyage de scènes de crimes. Adams était attirée par l'idée de jouer quelqu'un qui essaie constamment de s'améliorer,. Mick LaSalle du San Francisco Chronicle a considéré Adams comme « magique », ajoutant qu'elle « nous donne un portrait du besoin déchaîné sous un vernis de méfiance superficielle ». Dans la comédie Miss Pettigrew, Adams joue une actrice américaine en herbe vivant dans le Londres des années 1930 et qui rencontre une gouvernante d'âge moyen (interprétée par Frances McDormand). Stephen Holden du New York Times a rapproché son rôle à celui d'Il était une fois et écrit que la « magie de l'écran » qu'elle affiche dans des rôles aussi attachants « n'a plus été aussi intense depuis l'époque de Jean Arthur ».
Adams a ensuite joué dans Doute, une adaptation de la pièce du même nom de John Patrick Shanley. La production raconte l'histoire de la directrice d'une école catholique (interprétée par Meryl Streep) qui accuse un prêtre (interprété par Philip Seymour Hoffman) de pédophilie. Adams se présente comme une nonne innocente impliquée dans le conflit. Shanley a d'abord approché Natalie Portman pour le rôle, mais a offert le rôle à Adams après l'avoir trouvée innocente, mais intelligente, au même titre que celle d'Ingrid Bergman. Adams a identifié la capacité de son personnage à trouver le meilleur chez les personnes, elle a décrit sa collaboration avec Streep et Hoffman comme une « master class » de l'interprétation,. Amy Biancolli a écrit pour le Houston Chronicle qu'Adams « avait des étincelles de compassion éprouvée » et Ann Hornaday était d'avis qu'elle « exsudait l'innocence juste aux yeux écarquillés »,. Pour sa prestation, Adams est nommée pour un Oscar, un Golden Globe et un BAFTA de la meilleure actrice dans un second rôle.
Comme pour Junebug et Il était une fois, les rôles d'Adams dans ses trois sorties en 2008 étaient celles de l'ingénue, des femmes innocentes à la personnalité enjouée,. Lorsqu'on lui a demandé si elle était cataloguée dans de tels rôles, Adams a répondu qu'elle répondait aux personnages joyeux et identifiés avec leur sens de l'espoir. Elle croyait que malgré certaines similitudes dans leur disposition, ces personnages étaient très différents les uns des autres ; elle a dit que « la naïveté n'est pas une stupidité et les innocents sont souvent très complexes »,.
Le film d'aventure fantastique de 2009 La nuit au musée 2 , avec Ben Stiller, met également en vedette Adams dans le rôle de l'aviatrice Amelia Earhart. C'était le premier film à être filmé à l'intérieur du National Air and Space Museum de Washington. Le réalisateur Shawn Levy a déclaré que le rôle a permis à Adams de la mettre en valeur dans sa carrière d'actrice. Adams pensait que c'était la première fois qu'elle était autorisée à jouer un personnage confiant à l'écran,. En dépit des critiques mitigées, le travail de Adams a été loué. La qualifiant de « présence étincelante à l'écran », Michael Phillips du Chicago Tribune pensait que le film « s'améliorait radicalement à chaque sortie d'Amy Adams ». Cette même année, Adams a joué dans la comédie dramatique Julie et Julia dans le rôle de la secrétaire Julie Powell, qui décide de créer un blog au sujet des recettes du livre de recettes de Julia Child (incarnée par Meryl Streep). Adams s'est inscrite à l'Institute of Culinary Education pour se préparer pour le rôle. Carrie RicKey, du Philadelphia Inquirer, pensait que le film était « aussi délicieux que la cuisine française » et a découvert qu'Adams était « la plus séduisante ». La Nuit au musée 2 et Julie et Julia ont tous deux connu un succès commercial, le premier engrangeant plus de 400 millions de dollars.
Adams a entamé la nouvelle décennie avec un rôle de premier plan aux côtés de Matthew Goode dans la comédie romantique Donne-moi ta main (2010), qui, selon le critique Richard Roeper, a été sauvé d'un « statut vraiment abominable » par la présence d'Adams. Son prochain long-métrage de l'année - le drame de boxe Fighter - a été beaucoup mieux accueilli. Réalisé par David O. Russell, le film raconte l'histoire des demi-frères boxeurs Micky Ward et Dicky Eklund (interprétés respectivement par Mark Wahlberg et Christian Bale), tandis que leur mère est jouée par Melissa Leo. Adams dépeint la petite amie agressive de Ward, une serveuse nommée Charlene Fleming. Décrivant le rôle d'Adams comme une « salope dure et sexy », Russell l'a projetée à contre-sens pour la débarrasser de son image de girl next door,. Le rôle marque un départ significatif pour elle et elle a été mise au défi par l'insistance de Russell pour retrouver la force de son personnage en silence. Elle s'est inscrite à un cours de danse exotique dispensé par la formatrice Sheila Kelley pour trouver l'érotisme de son personnage. Joe Morgenstern du Wall Street Journal a écrit qu'elle était « aussi dure, tendre, intelligente et drôle qu'elle était éthérée et ravissante dans Il était une fois. Quelle actrice et quelle portée! ». Elle a reçu les nominations à l'Oscar de la meilleure actrice dans un second rôle, aux Golden Globes et aux BAFTA; elle a perdu les deux contre Leo. Elle a exprimé le désir de jouer des rôles plus dramatiques à l’avenir.
La comédie musicale de Disney Les Muppets, le retour (2011) met en vedette les marionnettes éponymes mais aussi Adams et Jason Segel dans des rôles dans les prises de vue réelles. Lisa Schwarzbaum de Entertainment Weekly a fait remarquer que ce rôle la marquait dans son retour à son personnage « de la chérie du comédien ». Elle a également enregistré sept chansons pour la bande originale du film. L'année suivante, Adams a joué dans la reprise de la comédie musicale Into the Woods de Stephen Sondheim, dans le cadre du festival Shakespeare in the Park, dans le théâtre en plein air Delacorte Theater. C'était ses débuts sur scène à New York et sa première apparition au théâtre en treize ans. Elle a accepté que la production d'un mois «relève un défi qui semblait insurmontable», même si elle était submergée et intimidée par cela,. Elle s'est préparée avec un coach de chant privé, mais son emploi du temps lui a permis de ne passer que quatre semaines en répétition. Ben Brantley, critique de théâtre au New York Times, a fait l’éloge du « spectacle chanté et parlé avec lucidité » d’Adams mais lui a reproché de manquer de « la nervosité insatisfaite » de son rôle.
Adams a joué un autre rôle de « femme féroce » dans le drame psychologique de Paul Thomas Anderson, The Master (2012). Elle joue Peggy Dodd, l'épouse impitoyable et manipulatrice du chef d'un culte (joué par Philip Seymour Hoffman). Ce fut sa troisième et dernière collaboration avec Hoffman, qu'elle admirait profondément, avant sa mort deux ans plus tard. Selon les journalistes, l’organisation décrite dans le film était basée sur la Scientologie; Adams considérait que la comparaison était trompeuse, mais était heureux de l'attention qu'elle portait au film,. Bien que n'étant pas une actrice de méthode, Adams pensait que le rôle intense l'avait laissée sur le bord dans sa vie personnelle. Comparant son personnage à Lady Macbeth, le critique Justin Chang a écrit que « le côté affectueux d'Adams semblait rarement aussi malfaisant », et Donald Clarke de l'Irish Times l'a félicitée pour avoir joué le rôle avec une « menace discrète »,. John Patterson de The Guardian a noté qu'une scène dans laquelle elle réprimandait le personnage de Hoffman tout en le masturbant furieusement constituait l'une des séquences les plus significatives du film. Encore une fois, Adams a reçu des nominations aux Oscars, Golden Globe et BAFTA pour sa prestation.
Le drame sportif Une nouvelle chance, dans lequel elle incarne la fille d’un recruteur de baseball (Clint Eastwood), était le deuxième film d’Adams sorti en 2012. Elle admirait la personnalité « chaleureuse et généreuse » d’Eastwood et se félicitait de sa collaboration. Elle s'est préparée au rôle en apprenant à attraper, lancer et frapper avec l'aide d'un entraîneur de baseball. Le film a reçu des critiques mitigées et Roger Ebert a pris note de la façon dont Adams avait fait en sorte qu'un rôle standard paraisse précieux,. Elle a également joué le rôle d’une toxicomane dans Sur la route, un drame adapté du roman du même nom de Jack Kerouac.

### 2013-2017: une actrice établie

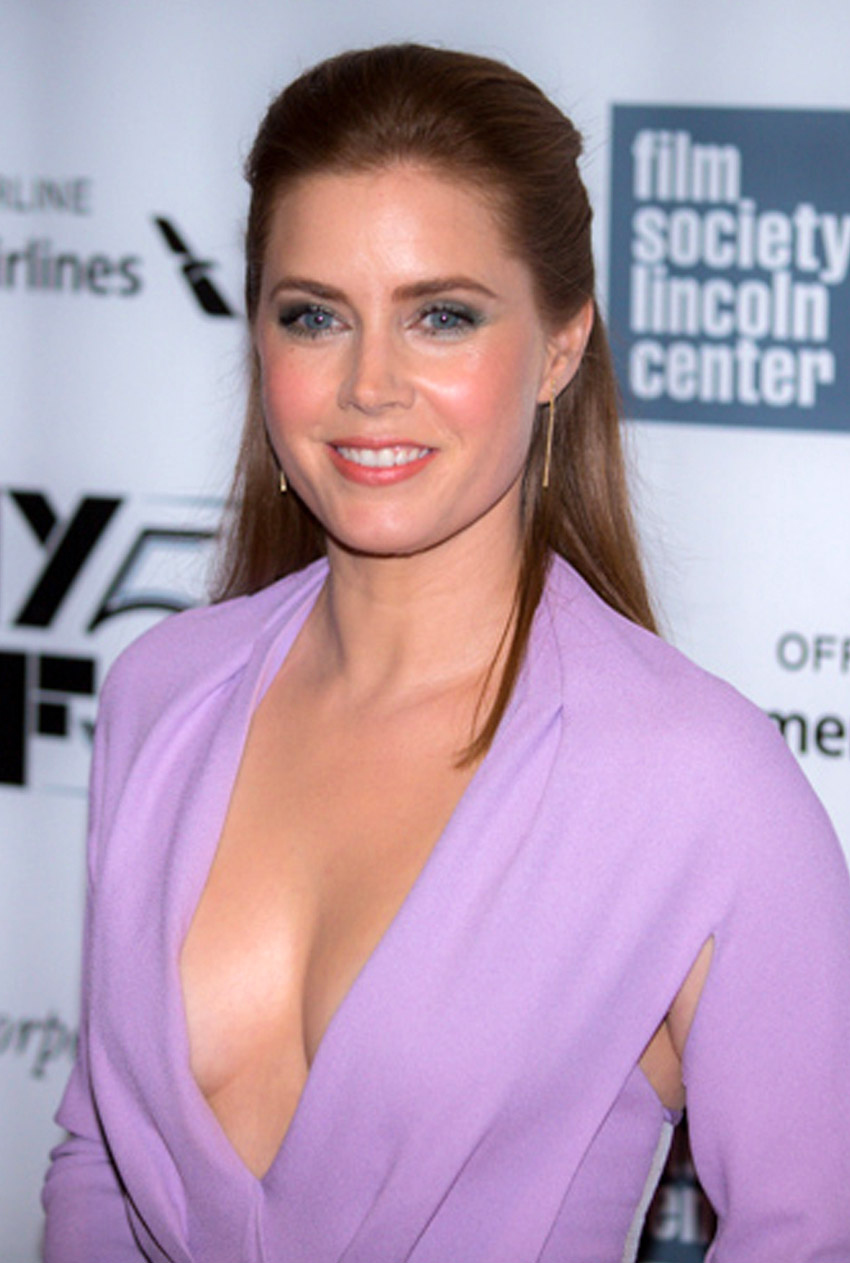
Amy Adams le 12 octobre 2013 lors de la première du film Her, à New York.

Après avoir perdu le rôle de Lois Lane dans deux films précédents sur le personnage de Superman, Adams a obtenu le rôle dans Man of Steel, reboot de Zack Snyder en 2013, mettant en vedette Henry Cavill dans le rôle de super-héros. Elle a joué Lane avec un mélange de dureté et de vulnérabilité, mais Peter Bradshaw a pensé que le personnage était « sommairement conçu » et a critiqué son manque d'alchimie avec Cavill,. Le film a rapporté plus de 660 millions de dollars pour devenir l’un de ses plus grands succès au box-office. Adams a ensuite figuré dans Her, un drame du scénariste-réalisateur Spike Jonze à propos d'un homme solitaire (Joaquin Phoenix) qui tombe amoureux d'un système d'exploitation (doublée par Scarlett Johansson). Adams joue son amie proche. Elle avait auditionné sans succès pour le film de Jonze Max et les Maximonstres et avait été embauchée pour Her après que Jonze eut regardé ces cassettes. Adams a été attirée par l’idée de dépeindre une amitié platonique entre hommes et femmes, qu’elle croyait rare au cinéma.
Adams connaît un autre succès lorsqu'elle revient tourner avec David O. Russell dans le film policier American Bluff, aux côtés de Christian Bale, Bradley Cooper et Jennifer Lawrence. Inspiré par le scandale Abscam des années 1970, le film présentait Adams comme une séduisante arnaqueuse, bien qu'elle l'ait joué de manière que « tout se justifie et qu'elle n'ait pas l'impression d'être une sociopathe sexy »,. Elle a collaboré étroitement avec Bale pour créer leurs personnages et a proposé des suggestions hors écran à Russell, notamment pour une scène dans laquelle elle est agressivement embrassée sur les lèvres par la femme de son amant (joué par Lawrence),. Le travail sur ce film était exténuant pour Adams, qui confirma plus tard que Russell avait été dure avec elle et l'avait fait pleurer fréquemment; elle a dit qu'elle craignait de rapporter à sa fille une expérience aussi négative. American Bluff a été acclamé par les critiques, Manohla Dargis du New York Times a estimé qu'Adams « va plus loin que ce qui lui a été permis » et a écrit qu'elle avait réussi à « transformer un personnage imprévisible en un personnage extrêmement sauvage ». Elle a remporté le Golden Globe de la meilleure actrice dans un film musical ou une comédie et a reçu sa cinquième nomination aux Oscars (sa première dans la catégorie meilleure actrice),. Her  et American Bluff ont été considérées par les critiques comme faisant partie des meilleurs films de 2013 et ont toutes deux été nommées pour l'Oscar du meilleur film,.
Après une apparition dans le drame mal reçu par la critique Lullaby, Adams a joué dans Big Eyes (2014), une biographie de l'artiste troublée Margaret Keane, dont les peintures de « grands yeux » ont été plagiées par son mari, Walter Keane. Quand on lui a offert le rôle pour la première fois, elle l'a refusée pour éviter de jouer une autre femme naïve,. La naissance de sa fille en 2010 a incité Adams à trouver sa force dans le personnage passif et elle a tiré profit d'expériences de sa vie où elle ne s'était pas défendue. Durant la préparation, elle a pratiqué la peinture et étudié le fonctionnement de Keane. Keane a apprécié la représentation d'Adams d'elle et Mark Kermode de The Guardian a qualifié sa performance de « puissant mélange de feu intuitif et de vulnérabilité sensible ». Elle remporte un deuxième Golden Globe de la meilleure actrice dans un film musical ou une comédie consécutif et a été nommée au BAFTA pour la meilleure actrice,.

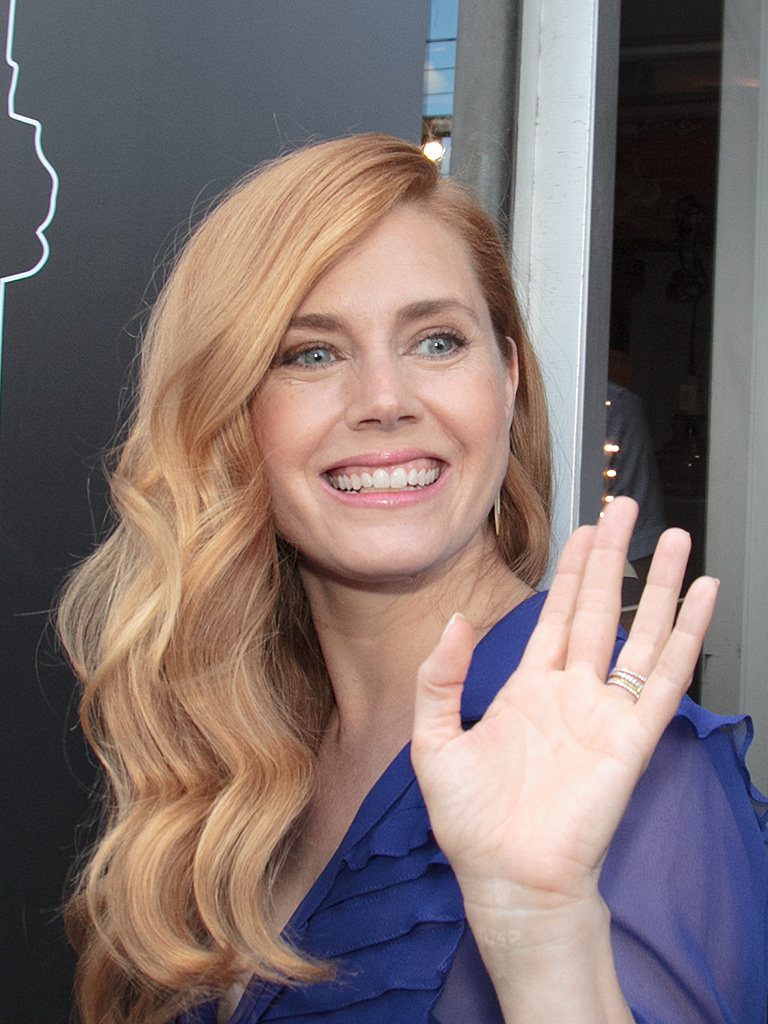
L'actrice américaine Amy Adams au festival de Toronto le 20 septembre 2016 pour Nocturnal Animals et Premier contact.

Après une année d'absence sur grand écran, Adams est à l'affiche de trois films en 2016. Elle reprend pour la première fois le rôle de Lois Lane dans Batman v Superman : L'Aube de la justice, qui marque le deuxième volet de DC Extended Universe après Man of Steel. Malgré un accueil critique négatif, le film a gagné plus de 870 millions de dollars et est considéré comme le film ayant fait le plus de recettes dans sa carrière. Dans ses deux prochains films, le film de science-fiction Premier contact et le thriller psychologique Nocturnal Animals, Adams interprète des femmes « gardées émotionnellement, farouchement intelligentes » qui lui permet d'obtenir des critiques positives,. D’après le roman d’Austin Wright , Tony & Susan , Nocturnal Animals, réalisé par Tom Ford raconte l’histoire d’une marchande d’arts mal marié, Susan (joué par Adams), traumatisé par la lecture d’un roman violent écrit par son ex-mari (joué par Jake Gyllenhaal). Adams a trouvé peu de ressemblance entre elle et son personnage « en équilibre » et « distante », et a modelé la personnalité de Susan sur celle de Ford. Stephanie Zacharek, de Time, a estimé que le film était visuellement saisissant, mais thématiquement faible, toutefois a félicité Adams et Gyllenhaal d'avoir rendu la douleur de leur personnage réelle.
Premier Contact, réalisé par Denis Villeneuve et basé sur la nouvelle de Ted Chiang, Story of Your Life, figure parmi les films les plus acclamés de la carrière d'Adams. Le long-métrage parle de Louise Banks, une linguiste (interprétée par Adams), qui éprouve des visions étranges lorsqu'elle est embauchée par le gouvernement américain pour interpréter le langage des extraterrestres. Elle a été attirée par l'idée de jouer un rôle féminin intellectuel et liée au thème du film : l'unité et la compassion. Elle a regardé des documentaires sur la linguistique pour se préparer pour le personnage. Christoper Orr a écrit pour The Atlantic que la performance d'Adams était «fascinante, tour à tour édifiante et douloureuse», et Kenneth Turan du Los Angeles Times a estimé que le film était une « vitrine pour sa capacité à fusionner de manière silencieuse et efficace intelligence, empathie et réserve »,. Premier Contact a été un succès commercial, rapportant plus de 200 millions de dollars contre un budget de 47 millions de dollars. Adams a reçu sa sixième nomination aux BAFTA et sa septième nomination aux Golden Globes, toutes deux dans la catégorie Meilleure actrice,. Plusieurs journalistes ont exprimé leur déception devant le fait qu’elle n’ait pas été nommée aux Oscars,. Adams a joué le rôle de Lois Lane pour la troisième fois dans Justice League (2017), un film sur l'équipe de super-héros. Le critique Tim Grierson de Screen International a commenté que, malgré la « résonance émotionnelle » du film, les talents d'Adams étaient gaspillés dans un rôle de soutien ingrat.

### Depuis 2018: Tournant commercial etIl était une fois 2

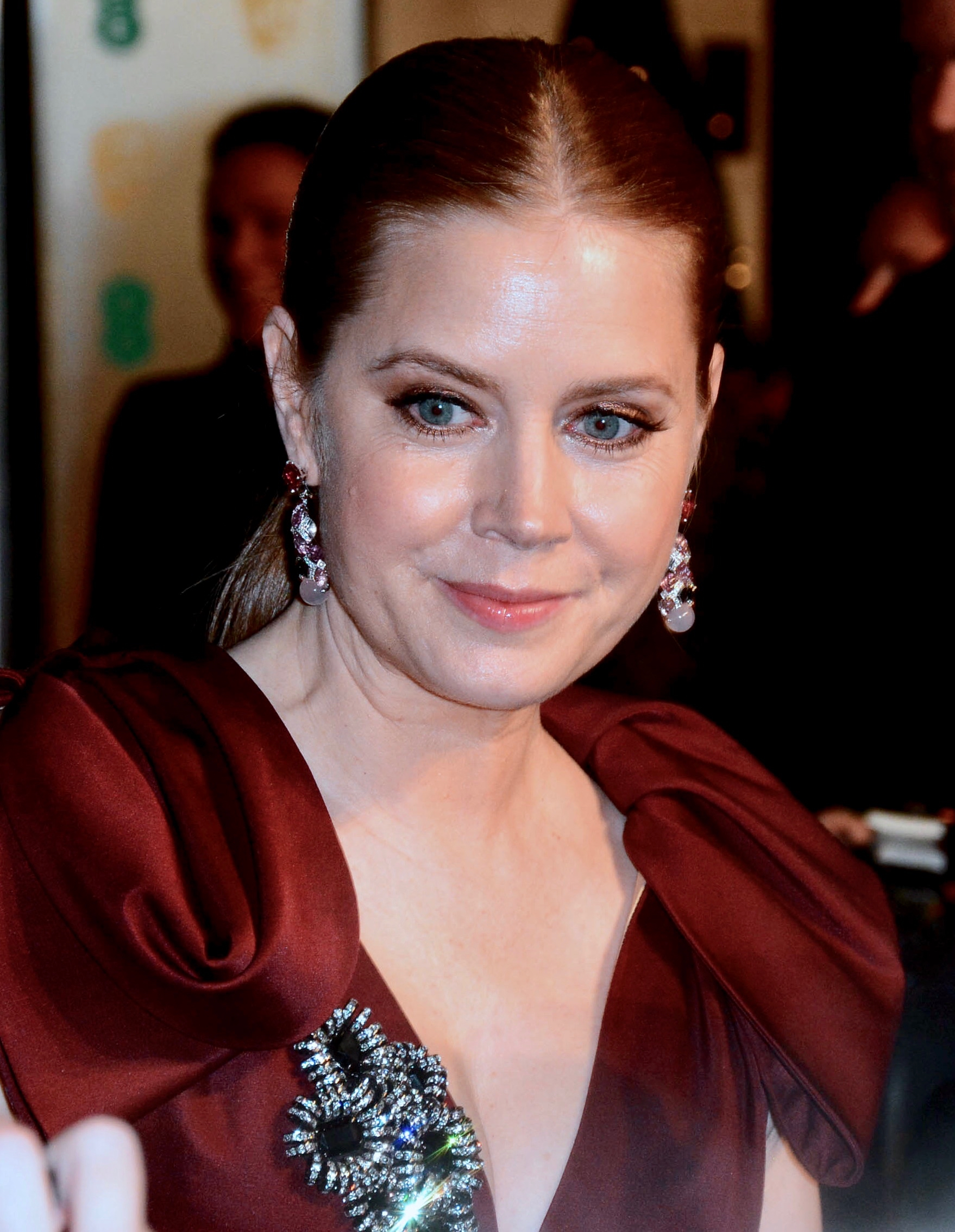
Amy Adams à la 72e cérémonie des BAFTA, pour laquelle elle est nommée pour son rôle dans Vice en 2019.

Adams revient à la télévision en 2018 avec Sharp Objects, une mini-série diffusée sur HBO basée sur le roman à suspense du même nom de Gillian Flynn. Elle y est productrice déléguée pour la série et a joué le rôle principal de Camille Preaker, une journaliste autodestructrice qui retourne dans sa ville natale pour couvrir l'enquête sur le meurtre de deux jeunes filles,. Pour le rôle, Adams a pris du poids et avait trois heures de maquillage pour créer le corps marqué de son personnage,. Le rôle dysfonctionnel s'est avéré difficile pour l'actrice, qui a eu du mal à prendre ses distances et souffrait d'insomnie. Elle a lu A Bright Red Scream pour se renseigner sur l'automutilation et a effectué des recherches sur l'état psychologique du syndrome de Munchausen par procuration. La série et la performance d'Adams ont reçu des critiques positives. James Poniewozik a fait l'éloge de la caractérisation complexe de Preaker et a appelé la performance d'Adams «transfixante». Daniel D'Addario de Variety l'a trouvée « opérant au sommet de ses capacités » et a ajouté qu'avec « sa voix retombait d'une octave, au ralenti et accentuée par la méfiance, [elle] était simplement superbe ».
Elle fait équipe avec Christian Bale pour la troisième fois dans la satire politique d'Adam McKay, Vice (2018), dans laquelle ils incarnent respectivement l'ancien vice-président des États-Unis, Dick Cheney, et son épouse Lynne. Elle lut les livres de Lynne afin de se préparer. En dépit de son désaccord avec ses opinions politiques, Adams a abordé le rôle avec empathie et a trouvé un lien avec le courage de son personnage,. Richard Lawson de Vanity Fair a établi des comparaisons avec le rôle d’Adams dans The Master, il a loué « sa rigueur habituelle » mais a critiqué le « timbre paresseux de l'idée d'un homme d'une femme à côté du pouvoir ». Eric Kohn de IndieWire était plus reconnaissant d'elle pour « l'incarnation d'une Lady Macbeth souscrite avec une énergie féroce ». Adams est nommée aux Golden Globes pour ses performances dans Sharp Objects et Vice et pour ce dernier, elle reçoit sa sixième nomination aux Oscars,.
En 2020, elle fait équipe avec Glenn Close lors du drame biographique Une ode américaine, réalisé par Ron Howard. Produit par la plateforme Netflix, le long-métrage s’inspire de l’autobiographie Hillbilly Élégie qui retrace l’enfance, l’adolescence et les débuts à l’âge adulte du politicien républicain J. D. Vance. Amy Adams y incarne la mère toxicomane de ce dernier quand Glenn Close interprète sa grand-mère. Aux États-Unis comme en Europe, Une Ode Américaine essuie de nombreuses critiques et se trouve vite être sujets à polémiques et débats. Lors de son avant-première, la critique américaine reproche au réalisateur Ron Howard de présenter la communauté des hillbilies comme des « ploucs », d’être une « ode pornographique » mais surtout de faire de la récupération politique. Effectivement le politicien Donald Trump s’était reposé sur le roman-essai de J. D. Vance lors de sa première campagne présidentielle en 2016 pour appuyer certains de ses propos. Après plusieurs semaines de débats sur le web, le cinéaste Ron Howard viendra démentir toute «récupération politique» ou «caricature». Il est soutenu par ses deux actrices principales. Si les critiques sont peu enclines à saluer l’ensemble du film, ils saluent en revanche les prestations d’Amy Adams et Glenn Close. Cette dernière est même nommée à l’Oscar de la meilleure actrice dans un second rôle. Amy Adams joue ensuite dans le thriller La Femme à la fenêtre réalisé par le britannique Joe Wright et adapté du roman du même nom. Elle y tient le rôle d’une femme agoraphobe qui assiste à un meurtre et donne la réplique à Julianne Moore et Gary Oldman. Coproduction entre Netflix et 20th Century Studios (avant son rachat par Disney), La Femme à la fenêtre passe quasi inaperçu lors de sa sortie.
Elle apparaît brièvement dans Zack Snyder's Justice League qui n'est autre qu'une version director's cut du film Justice League (2017). Le long-métrage dans sa première version avait été un succès commercial et critique, dû au fait que le réalisateur Joss Whedon avait dû remplacer au pied levé Zack Snyder, le réalisateur originel qui avait dû quitter le tournage à la suite du suicide de sa fille. À la demande de la Warner, le film a été remonté et retouché entièrement. Amy Adams y reprend donc son rôle de Loïs Lane pour la 4e fois au cinéma. Elle fait de nouveau équipe avec les acteurs Gal Gadot, Henry Cavill, Ben Affleck et Ezra Miller. Sortie directement sur la plateforme d'HBO, cette version director's cut connaît un succès commercial et critique ce qui incite les studios Warner Bros à lancer de nouveaux films avec Henry Cavill en Superman. Lors de la promotion de la comédie musicale Il était une fois 2 , l'actrice est interrogée sur une potentielle reprise du rôle. Adams  déclare alors « Ils ne m’en ont pas encore parlé. Si c’est moi, parfait. Si c’est quelqu’un d’autre, le rôle de Lois a été incarné par tellement d’actrices incroyables par le passé, que je serai solidaire de la décision qu’ils prendront, quelle qu’elle soit. »

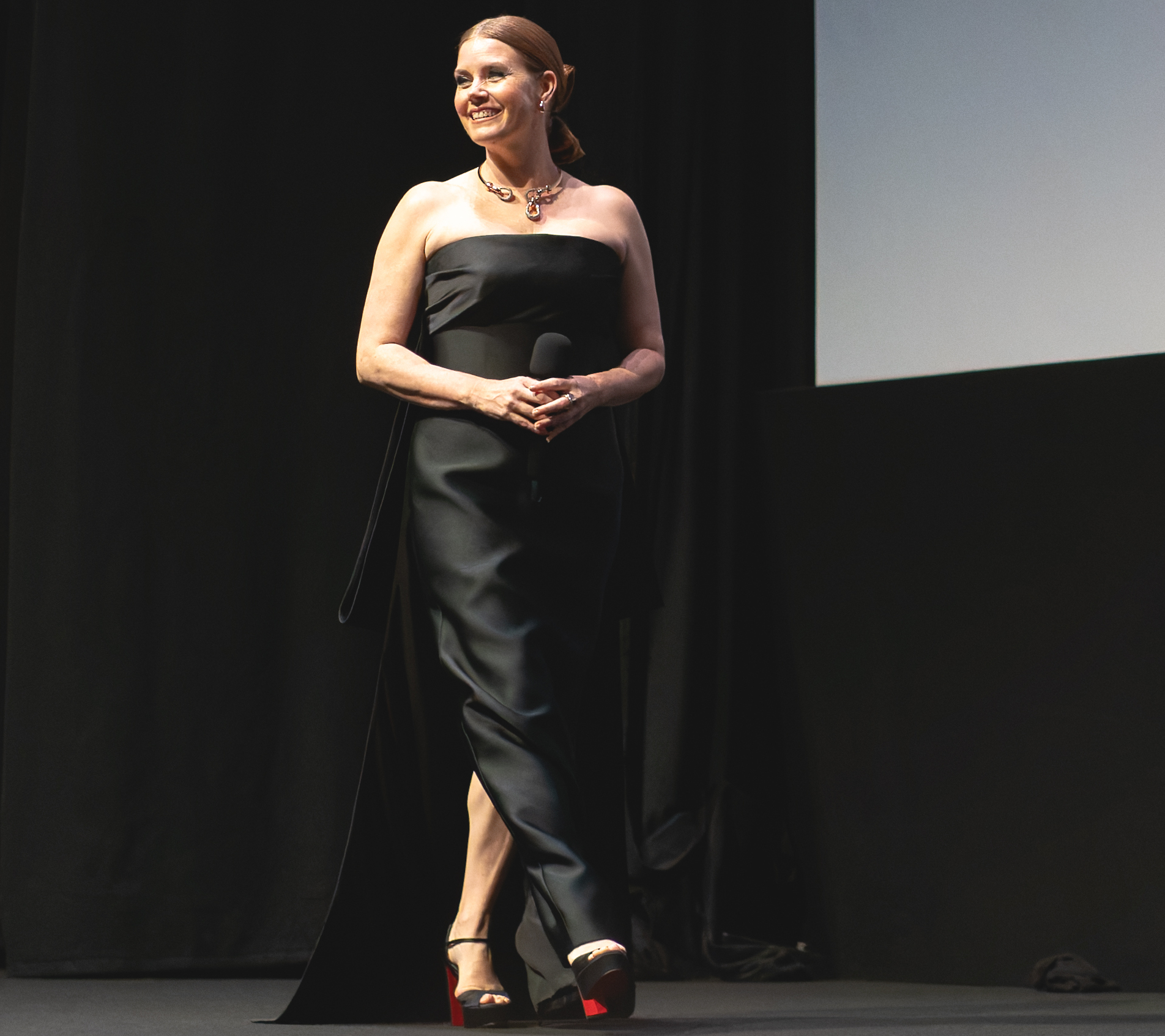
Adams lors d'un événement pour Nightbitch en 2024

L'année suivante Amy Adams reprend un autre de ses rôles emblématiques, en la personne de la princesse Giselle, dans la comédie musicale des Studios Disney : Il était une fois 2. Elle retrouve sur le tournage du film Patrick Dempsey, Idina Menzel et James Marsden, et collabore pour la première fois avec l'humoriste Maya Rudolf. Cette dernière joue la principale antagoniste du récit. À l’instar du Retour de Mary Poppins, autre comédie musicale à succès des studios Disney, le long-métrage réalisé par Adam Shankman connaît une préproduction chaotique faite de changement de scénaristes, et de réalisateurs qui durera quinze ans.Annoncé peu de temps après la sortie du premier film en 2007, le film sortira finalement sur la plateforme de streaming Disney + en novembre 2022. Lors de sa sortie sur la plateforme, Il était une fois 2 récolte des critiques mitigées - obtenant un score de 37% sur 98 papiers sur l'indicateur Rotten Tomatoes, et de 2,8 sur Allociné sur 6 critiques presses. Toutefois, Amy Adams reçoit de nouveau des retours très positifs quant à son interprétation.Le réalisateur Kevin Lima qui avait réalisé le premier volet salue de nouveau la performance de Adams avant de reprocher à la compagnie de l'avoir mise de côté pour la production d'Il était une fois 2.
Elle change de nouveau de registre avec le long-métrage horrifique Nightbitch coécrit et réalisé par Marielle Heller. Elle retrouve, un ancien partenaire de jeu, en la personne de Scoot McNairy.

## Vie privée

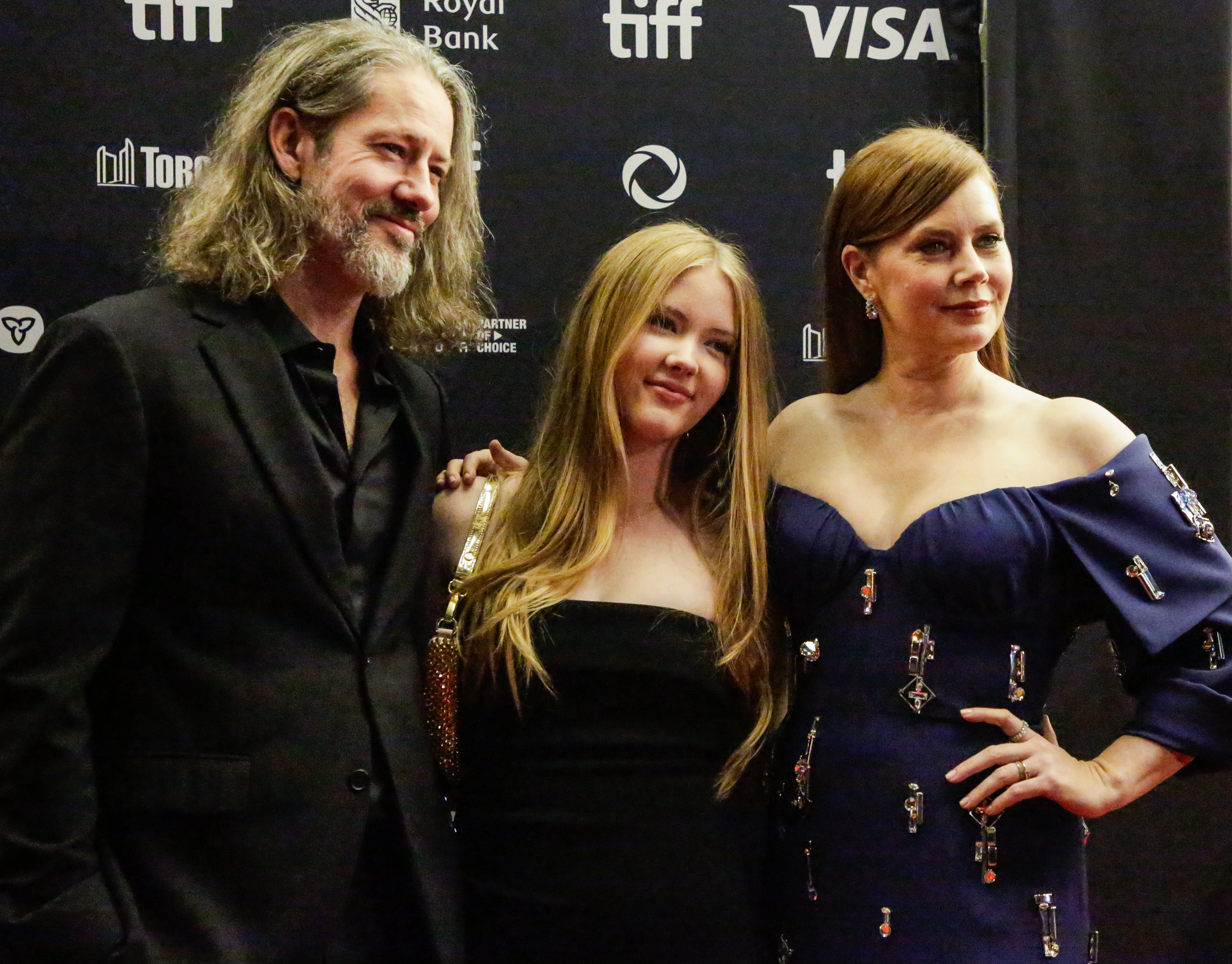
Adams avec son mari, Le Gallo, et sa fille, Aviana, en 2024

Adams a rencontré l'acteur et peintre Darren Le Gallo lors d'un cours de théâtre en 2001, et ils ont commencé à se fréquenter un an plus tard tout en collaborant à un court métrage intitulé Pennies,. Ils se sont fiancés en 2008 et elle a donné naissance à leur fille, Aviana, deux ans plus tard. Sept ans après leurs fiançailles, le couple s'est marié lors d'une cérémonie privée dans un ranch près de Santa Barbara, en Californie,. Adams a déclaré en 2016 qu'elle appréciait les nombreux sacrifices que Le Gallo avait faits en tant que principal dispensateur de soins pour leur famille. Ils vivent à Beverly Hills, en Californie. Adams a décrit sa vie de famille comme « assez discrète » et a déclaré que sa routine impliquait d'aller au travail, d'emmener sa fille au parc et d'avoir des soirées avec lui chaque semaine.
Hyperactive, elle est sous traitement à la Ritaline depuis l'enfance.
Adams trouve peu de valeur dans la célébrité et affirme que « plus les gens en savent sur moi, moins ils me croiront, moi et mes personnages ». Elle attire peu l'attention des commérages ou des tabloïds et s'efforce de maintenir un bon équilibre travail-vie personnelle,. Adams fait un effort pour rester insensible à sa renommée, croyant que cela entraverait sa capacité à jouer des rôles avec honnêteté. Elle a parlé de son insécurité et de son manque de confiance en soi dès son plus jeune âge et de la façon dont la maternité l'avait rendue plus calme,. Elle se met souvent à chanter lorsqu'elle est stressée au travail. Adams s'est associée à d'autres acteurs pour réclamer un salaire égal pour les femmes dans l'industrie cinématographique, mais elle constate que les actrices sont trop souvent invitées à expliquer l'écart de rémunération entre les hommes et les femmes et estime que les questions devraient plutôt être adressées aux producteurs,.
Après avoir connu des difficultés au cours de ses premières années dans l'industrie du cinéma, Adams travaille en étroite collaboration avec des étudiants défavorisés de la Ghetto Film School de New York. Variety l'a honorée pour son travail avec eux en 2010. Elle soutient The Trevor Project, une organisation à but non lucratif qui aide les adolescents LGBT en difficulté, et a joué le rôle de présentatrice pour l'édition 2011 de "Trevor Live". En 2013, elle a lancé le livre The Beauty Book for Brain Cancer pour aider à collecter des fonds pour les organisations caritatives de lutte contre le cancer du cerveau, Snog and Headrush. L'année suivante, elle a participé à un événement de charité au centre médical de l'UCLA, à Santa Monica, afin de collecter des fonds pour les enfants victimes d'abus sexuels.

## Image médiatique et style de jeu

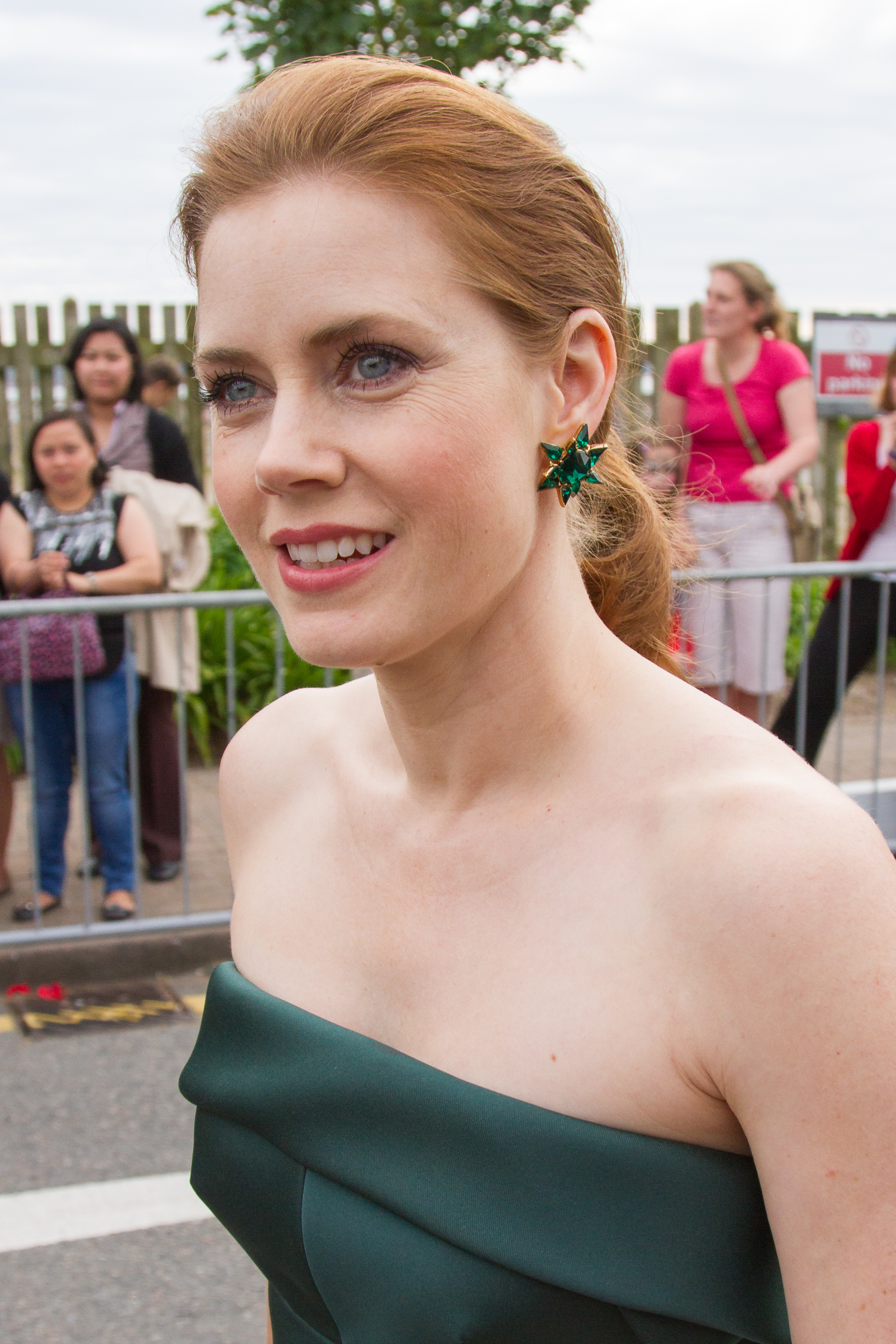
Amy Adams, lors de la première du film Man of Steel en juin 2013.

Dans The Guardian, Hadley Freeman a décrit la personnalité d'Adams comme « extrêmement engageante, sérieuse mais avec un soupçon de franc-parler une fois qu'elle est partie ». Carl Swanson du New York Magazine l'a qualifiée de « soupçon d'antinarcissisme pour une star hollywoodienne, gracieuse, travailleuse et décente au point de ne presque pas être une célébrité ». Alex Bilmes, d’Esquire, a écrit que sa capacité à être à la fois « une star de cinéma glamour et une personne normale et agréable est la clé de son succès ».
Adams travaille en étroite collaboration avec son entraîneur par intérim, Warner Loughlin, et le félicite de l’avoir aidée à organiser et structurer ses pensées. Elle utilise une méthode d'acteur que Loughlin enseigne, dans laquelle elle tente de comprendre la psychologie de son personnage en créant l'histoire de son personnage à partir de trois ans. Adams préfère travailler avec des réalisateurs confiants qui lui donnent l’espace de penser par elle-même. Elle reste dans le personnage tout en tournant et a du mal à se détacher des rôles et des accents,. Elle n'est pas influencée par la taille d'un rôle et est attirée par les deux catégories, principale et secondaire. Elle s'est décrite comme une interprète obsessionnelle.
Meryl Streep, sa co-vedette dans Doute et Julie et Julia, a déclaré qu'Adams arrive très bien préparée sur le plateau et possède « une intelligence gigantesque » dans le développement de l'arc de son personnage. Paul Thomas Anderson, le réalisateur de The Master, a loué son dévouement et son investissement dans ses projets. Les journalistes ont commenté son personnage « de petite amie américaine » dans ses rôles dans les années 2000 tout en prenant note de sa polyvalence accrue dans les années 2010,,,. En 2016, le romancier Stephen Marche a nommé Adams la plus grande actrice de sa génération. Le journaliste et critique Anthony Lane du New Yorker a décrit sa carrière cinématographique dans son article de 2016 sur Premier Contact, écrit : « La bienveillance qui la portait à travers un film comme Il était une fois (2007) a été traversée au cours des dernières années par la ferme résolution de The Master (2012) et le cliché de American Bluff (2013), et maintenant, dans Premier Contact, son don pour le chagrin, sa force et sa douceur instinctive sont réunis ».
Forbes a déclaré qu'Adams figurait parmi les actrices les mieux payées au monde, avec un bénéfice de plus de 13 millions de dollars en 2014 et 2016 et de plus de 11 millions de dollars en 2017,,. Le magazine l'a présentée dans sa liste annuel du Celebrity 100 en 2014, et l'a également classée parmi les actrices les plus puissantes du secteur,. Aussi cette année-là, elle a été nommée l'une des 100 personnes les plus influentes au monde par le magazine Time. Adams a reçu une étoile sur le Walk of Fame à Hollywood en 2017. En 2017, ses films avaient rapporté plus de 4,7 milliards de dollars dans le monde. Robert Ito du New York Times estime que la propension d'Adams à mener des projets risqués l'empêche de faire un plus gros succès au box-office.
Stuart McGurk de GQ considère que ses cheveux auburn et son style de conversation doux et sérieux font partie de ses marques de fabrique. Elle a été nommée l'une des plus belles personnes d'Amérique par Elle en 2011 et plusieurs publications ont présenté ses apparitions sur le tapis rouge dans leurs listes de célébrités bien habillées,. Adams a annoncé le parfum Eau de Lacoste de Lacoste en 2012, et deux ans plus tard, elle a approuvé les accessoires et les sacs à main de Max Mara. En 2015, elle a collaboré avec Max Mara pour concevoir et promouvoir une ligne de sacs à main.

## Filmographie

### Cinéma
Sauf indication contraire, les informations mentionnées dans cette section peuvent être confirmées par la base de données cinématographiques IMDb,  présente dans la section « Liens externes ».

#### Longs métrages

##### Années 1990-2000
- 1999 : Belles à mourir (Drop Dead Gorgeous) de Michael Patrick Jann : Leslie Miller
- 2000 : Psycho Beach Party de Robert Lee King : Marvel Ann
- 2000 : Sexe Intentions 2 (Cruel Intentions 2) de Roger Kumble : Kathryn Merteuil
- 2002 : The Slaughter Rule d'Alex Smith et Andrew J. Smith : Doreen
- 2002 : Pumpkin d'Anthony Abrams et Adam Larson Border : Alex
- 2002 : Au service de Sara (Serving Sara) de Reginald Hudlin : Kate
- 2002 : Arrête-moi si tu peux (Catch Me If You Can) de Steven Spielberg : Brenda Strong
- 2004 : The Last Run de Jonathan Segel : Alexis
- 2004 : L'Escorte (The Wedding Date) de Clare Kilner : Amy
- 2005 : Junebug de Phil Morrison : Ashley Johnsten
- 2005 : Standing Still de Matthew Cole Weiss : Elise
- 2006 : Moonlight Serenade de Giancarlo Tallarico : Chloe[N 1]
- 2006 : Ricky Bobby : Roi du circuit (Talladega Nights: The Ballad of Ricky Bobby) d'Adam McKay : Susan
- 2006 : Tenacious D et le Médiator du destin (Tenacious D in The Pick of Destiny) de Liam Lynch : La femme superbe (caméo)
- 2006 : Son ex et moi (Fast Track) de Jesse Peretz : Abby March[N 2]
- 2007 : Underdog, chien volant non identifié (Underdog) de Frederik Du Chau : Polly PureBread (voix)
- 2007 : Il était une fois (Enchanted) de Kevin Lima : Giselle
- 2007 : La Guerre selon Charlie Wilson (Charlie Wilson's War) de Mike Nichols : Bonnie Bach
- 2008 : Sunshine Cleaning de Christine Jeffs : Rose Lorkowski
- 2008 : Miss Pettigrew (Miss Pettigrew Lives for a Day) de Bharat Nalluri : Delysia Lafosse
- 2008 : Doute (Doubt) de John Patrick Shanley : Sœur James
- 2009 : La Nuit au musée 2 (Night at the Museum: Battle of the Smithsonian) de Shawn Levy : Amelia Earhart / la jeune femme du musée
- 2009 : Julie et Julia (Julie & Julia) de Nora Ephron : Julie Powell

##### Années 2010
- 2010 : Donne-moi ta main (Leap Year) d'Anand Tucker : Anna Brady
- 2010 : Love and Distrust de Warner Loughlin et Diana Valentine : Charlotte Brown (segment Pennies[188])
- 2010 : Fighter (The Fighter) de David O. Russell : Charlene Fleming
- 2011 : Les Muppets, le retour (The Muppets) de James Bobin : Mary
- 2012 : Sur la route (On the Road) de Walter Salles : Jane
- 2012 : The Master de Paul Thomas Anderson : Peggy Dodd
- 2012 : Une nouvelle chance (Trouble with the Curve) de Robert Lorenz : Mickey Lobel
- 2013 : Man of Steel de Zack Snyder : Lois Lane
- 2013 : Her de Spike Jonze : Amy
- 2013 : American Bluff (American Hustle) de David O. Russell : Sydney Prosser
- 2014 : Lullaby d'Andrew Levitas : Emily
- 2014 : Big Eyes de Tim Burton : Margaret Keane
- 2016 : Batman v Superman : L'Aube de la justice (Batman v Superman: Dawn of Justice) de Zack Snyder : Lois Lane
- 2016 : Premier Contact (Arrival) de Denis Villeneuve : le docteur Louise Banks
- 2016 : Nocturnal Animals de Tom Ford : Susan Morrow
- 2017 : Justice League de Zack Snyder : Lois Lane
- 2018 : Vice d'Adam McKay : Lynne Cheney

##### Années 2020
- 2020 : Une ode américaine (Hillbilly Elegy) de Ron Howard : Bev Vance
- 2021 : La Femme à la fenêtre (The Woman in the Window) de Joe Wright : Anna Fox
- 2021 : Zack Snyder's Justice League de Zack Snyder : Lois Lane
- 2021 : Cher Evan Hansen (Dear Evan Hansen) de Stephen Chbosky : Cynthia Murphy
- 2022 : Il était une fois 2 (Disenchanted) d'Adam Shankman : Giselle
- 2024 : Nightbitch de Marielle Heller : la mère
- 2025 : At the Sea de Kornél Mundruczó : Laura
- 2025 : Klara and the Sun de Taika Waititi : Chrissie

#### Courts métrages
- 2000 : The Chromium Hook de James Stanger : Jill Royaltuber
- 2006 : Pennies de Warner Loughlin et Diana Valentine : Charlotte Brown
- 2013 : Back Beyond de Paul Thomas Anderson : Peggy Dodd [N 3]

#### Documentaires
- 2005 : Stephen Tobolowsky's Birthday Party de Robert Brinkmann : Elle-même

### Télévision

#### Téléfilms
- 2000 : The Peter Principle de Michael Lembeck : Susan

#### Séries télévisées
- 2000 : That '70s Show : Kat Peterson, 1 épisode
- 2000 : Buffy contre les vampires (Buffy the Vampire Slayer) : Cousine Beth, 1 épisode
- 2000 : Charmed : Maggie Murphy, 1 épisode
- 2000 : Zoé, Duncan, Jack et Jane (Zoe, Duncan, Jack & Jane): Dinah, 1 épisode
- 2000 : Providence : Rebecca « Becka » Taylor, 1 épisode
- 2001 : Smallville : Jodi Melville, 1 épisode
- 2002 : À la Maison-Blanche (The West Wing) : Cathy, 1 épisode
- 2004 : Les Rois du Texas (King of the Hill) : Misty / Merilynn / Sunshine (voix), 2 épisodes
- 2004 : Dr Vegas : Alice Doherty, 5 épisodes
- 2005 - 2006 : The Office : Katy Moore, 3 épisodes
- 2011 : 1, rue Sésame (Sesame Street) : elle-même, 1 épisode
- 2018 : Sharp Objects : Camille Preaker,  mini-série de 8 épisodes - également productrice déléguée
- 2025 : Cape Fear : Anna Bowden,  mini-série - également productrice déléguée (en cours de tournage)

## Autres activités

### Discographie
| Années | Albums | Chansons interprétées                                                                                             | Label               |
| ------ | --- | --- | ------------------- |
| 2007   | Enchanted (Bande originale du film Il était une fois)                                                        | - True Love's Kiss (duo avec James Marsden) - Happy Working Song - That's How You Know (duo avec Marlon Saunders) | Walt Disney Records |
| 2008   | Miss Pettigrew Lives for a Day (Original Motion Picture Soundtrack) (Bande originale du film Miss Pettigrew) | - If I Didn't Care (duo avec Lee Pace)                                                                            | Varèse Sarabande    |
| 2011   | The Muppets: Original Soundtrack (Bande originale du film Les Muppets, le retour)                            | - Life's a Happy Song (duo avec Jason Segel) - Me Party - Life's a Happy Song (Finale)                            | Walt Disney Records |

### Spectacles
- Seven Brides for Seven Brothers, joué au Boulder's Dinner Theatre (date inconnue)
- Anything Goes, joué au Country Dinner Playhouse (date inconnue)
- A Chorus Line (remplacement), joué au Boulder's Dinner Theatre en 1994
- Crazy for You (remplacement), joué au Chanhassen Dinner Theater (Minnesota) le 2 février 1996
- State Fair, joué au Chanhassen Dinner Theater le 31 janvier 1997
- Brigadoon, joué au Chanhassen Dinner Theater le 30 janvier 1998
- Good News, joué au Chanhassen Dinner Theater le 6 novembre 1998[N 4]
- Into the Woods, écrit par Stephen Sondheim, mis en scène par Timothy Sheader et joué au Delacorte Theater, à Central Park (New York) du 24 juillet à 25 août 2012, prolongé jusqu'au 1er septembre 2012

## Distinctions

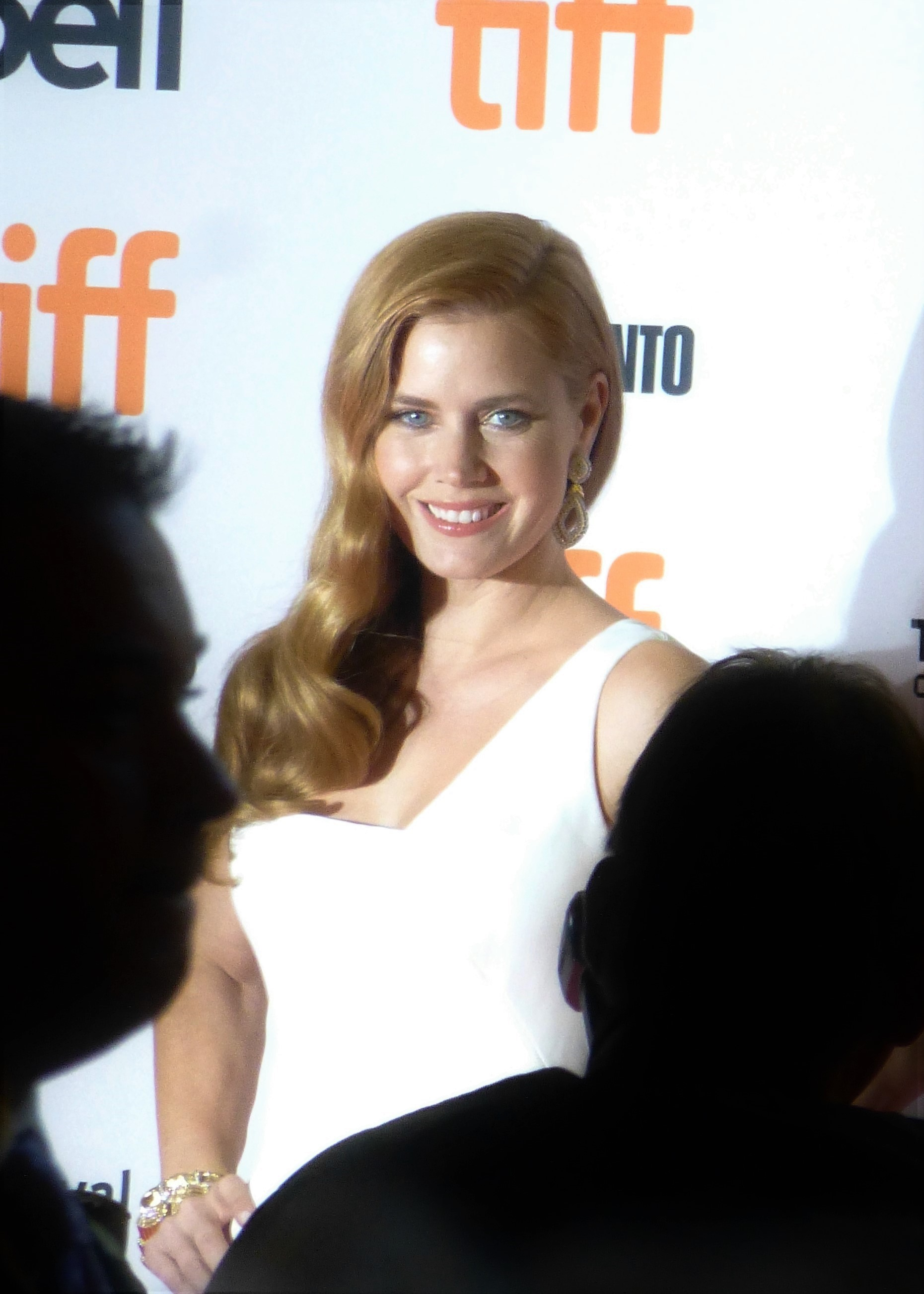
Amy Adams lors de la première de Nocturnal Animals au Festival de Toronto le 11 septembre 2016.

Les prestations d'Amy Adams au cinéma sont régulièrement distinguées par des nominations à plusieurs prix. Au cours de sa carrière, surtout à partir de Junebug en 2005, l'actrice a obtenu, selon le site IMDb, 80 récompenses et 257 nominations. Sa prestation dans Junebug lui a valu de décrocher plus d'une dizaine de prix, dont celui du Prix Spécial du Jury au Festival de Sundance et d'être nommé une première fois à l'Oscar de la meilleure actrice dans un second rôle.
Elle sera nommée à trois autres reprises à l'Oscar de la meilleure actrice dans un second rôle avec Doute, Fighter et The Master et une fois à l'Oscar de la meilleure actrice pour American Bluff, mais n'a jamais été récompensée. Elle est également nommée aux Golden Globes à six reprises, quatre dans la catégorie meilleure actrice dans un second rôle pour Doute, Fighter et The Master et trois dans la catégorie meilleure actrice dans une comédie ou un film musical pour Il était une fois, American Bluff et Big Eyes. Grâce à American Bluff et Big Eyes, elle remporte à deux reprises et sur deux années consécutives le Golden Globe de la meilleure actrice dans un film musical ou une comédie (2014 et 2015). En 2016, elle est nommée au Golden Globe de la meilleure actrice dans un film dramatique pour sa prestation dans Premier Contact.
Parmi les autres prix, elle est nommée à six reprises au BAFTA Awards, sept fois au MTV Movie Awards, sept fois aux Screen Actors Guild Awards, dont une récompense et sept fois aux Teen Choice Awards.

## Voix francophones
Dans les versions françaises, Caroline Victoria est la voix régulière d'Amy Adams notamment pour Fighter, Man of Steel, American Bluff, Batman v Superman : L'Aube de la justice et Justice League,. Valérie Siclay l'a également doublée notamment pour Il était une fois, Doute, Julie et Julia et Premier Contact. Chloé Berthier l'a doublée en autres sur Arrête-moi si tu peux, Miss Pettigrew et Vice. À noter que Rachel Pignot double l'actrice en français pour les chansons issues du film Il était une fois.
Au Québec, Viviane Pacal double l'actrice notamment sur L'Homme d'acier et Arnaque américaine. Aline Pinsonneault l'a également doublée notamment sur Le Coup de Grâce. Camille Cyr-Desmarais et Éveline Gélinas l'ont doublée respectivement sur deux films.
Versions françaises
- Caroline Victoria dans Fighter[191], Man of Steel[191], American Bluff[191], Batman v Superman : L'Aube de la justice[191], Justice League[191], etc.
- Valérie Siclay dans Il était une fois[192], Doute[192], Julie et Julia[192], Premier Contact[192], etc.
- Chloé Berthier dans Arrête-moi si tu peux[191], Miss Pettigrew[191], Vice[191], etc.

Versions québécoises
- Viviane Pacal dans L'Homme d'Acier[193], Arnaque à l'américaine[193], etc.
- Aline Pinsonneault dans Le Coup de Grâce[193], etc.